# Гречишкин, Ростислав Михайлович
Гречи́шкин Ростисла́в Миха́йлович  (28 мая 1941, Харбин — 14 ноября 2020, Тверь) — советский и российский физик, специалист в области магнитных явлений, доктор физико-математических наук, профессор кафедры прикладной физики физико-технического факультета Тверского государственного университета.
Руководитель научной школы по магнитоэлектронике.

## Биография
Родился в 28 мая 1941 года в Харбине. В 1955 году семья вернулась в Советский Союз.
Окончил школу с серебряной медалью.
В 1958—1961 годах работал «надсмотрщиком аппаратуры» в Свердловском радиотелевизионном центре.
- В 1968 году окончил Уральский государственный университет им. А. М. Горького. В проблемной лаборатории постоянных магнитов под руководством доцента Д. Д. Мишина начал исследовать тонкую структуру сплавов с помощью электронного микроскопа УЭМВ-100[6] и выращивать монокристаллы кремнистого железа на установке «Редмет-1»[7].
- В 1970 младший научный сотрудник УрГУ.
- С 1972 года работает в ТвГУ.
- В 1973 году защитил кандидатскую диссертацию на тему «Структура и свойства интерметаллических соединений самария с кобальтом».
- С 1977 года доцент по кафедре магнетизма Тверского государственного университета.
- С 1990 года заведующий лабораторией магнитоэлектроники.
- В 2016 году защитил докторскую диссертацию на тему «Доменная структура ферромагнитных сплавов Гейслера и редкоземельных интерметаллических соединений в области магнитных фазовых переходов»[8].

Сотрудничает с лабораторией магнитных микроэлектромеханических систем Института Нееля (Гренобль).
Подготовил 8 кандидатов наук по материаловедению ферромагнитных сплавов с памятью формы, наноструктурированных материалов для постоянных магнитов, микроэлектромеханических сенсоров и приводов, методов и средств магнитных измерений, ориентированных на применение в сфере высоких технологий.
Является членом диссертационного совета Д 212.263.09.

## Научные интересы
Исследования и разработка новых магнитных материалов и магнитоэлектронных устройств.

## Публикации
Ростислав Михайлович являлся автором более 150 научных трудов, 25 авторских свидетельств на изобретения и 6 патентов.
- Методы экспериментального исследования магнитных материалов: Учеб. пособие / Д. Д. Мишин, Р. М. Гречишкин ; Калинин. гос. ун-т. — Калинин : [б. и.], 1975-. — 20 см. Ч. 1. — 1975. — 54 с.
- Гречишкин, Р. М. Доменная структура магнетиков: Учеб. пособие / Калинин. гос. ун-т. — Калинин : Ч. 1 — 1975. — 106 с.
- Гречишкин, Р. М. Методы создания магнитных полей: Учеб. пособие / Р. М. Гречишкин, Ю. Г. Пастушенков, Н. П. Супонев. — Калинин : КГУ, 1985. — 83 с.
- Rostislav Grechishkin, Sergey Chigirinsky, Mikhail Gusev, Orphee Cugat, Nora M. Dempsey. Magnetic Imaging Films // Magnetic Nanostuctures in Modern Techology: Spintronics, Magnetic MEMS and Recording (англ.) / Bruno Azzerboni, Giovanni Asti, Luigi Pareti, Massimo Ghidini. — Spriger, 2006. — P. 195—224. — ISBN 978-1-4020-6337-4.

## Награды
- Почетная грамота Министерства образования и науки РФ
- Благодарность губернатора Тверской области